# Bodenaufbereitung

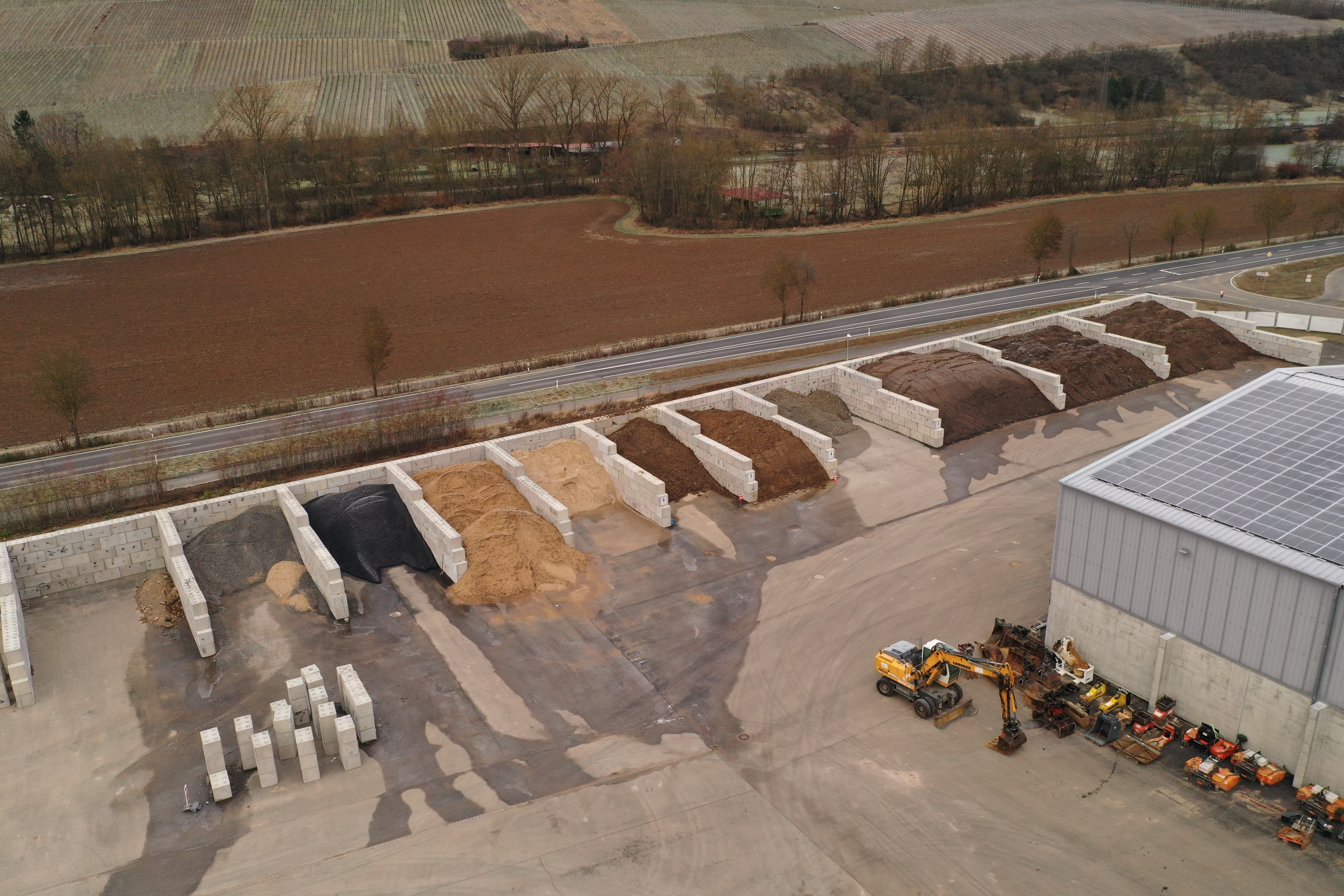
Bodenverbesserungsanlage Gerlachsheim

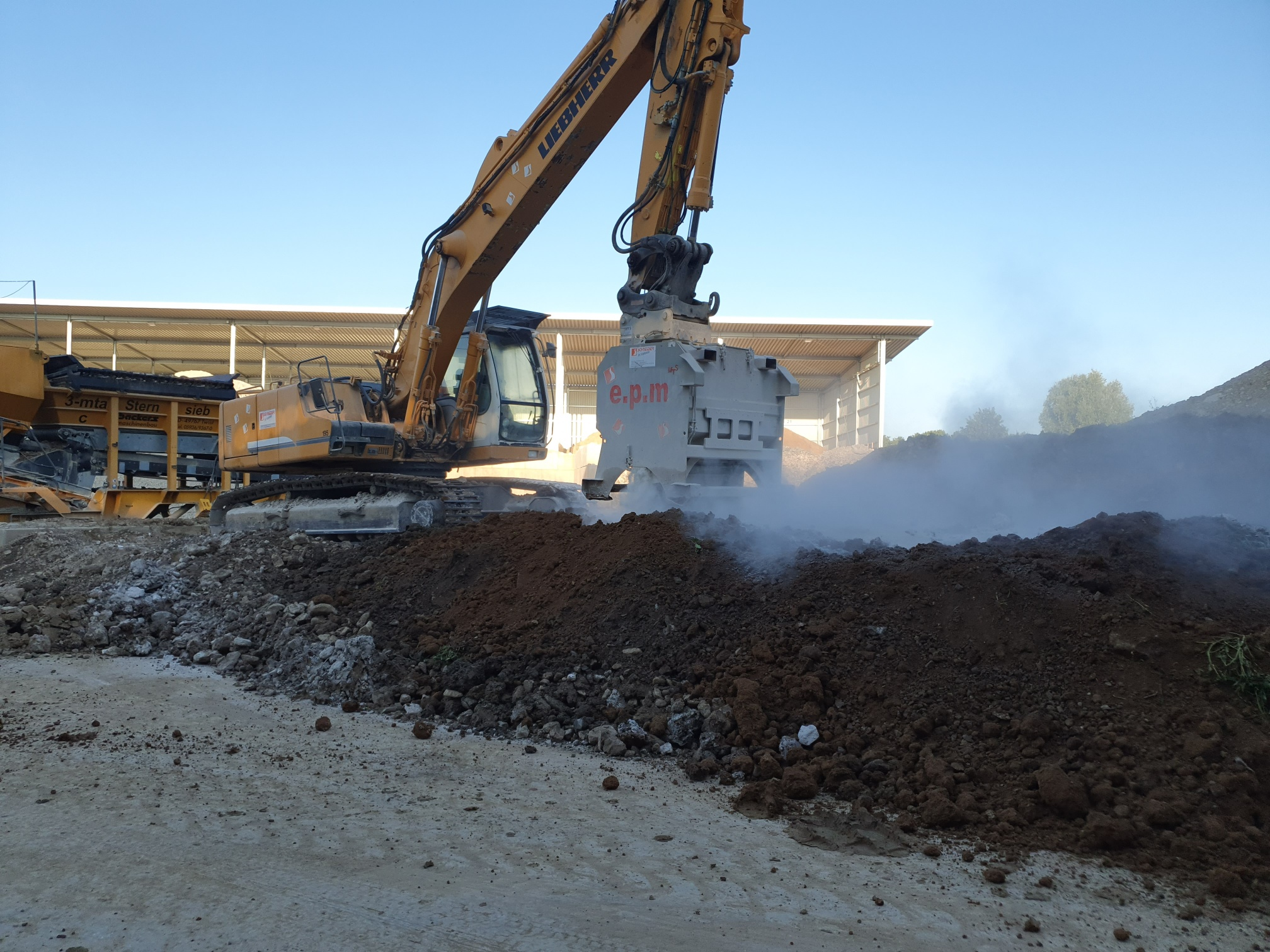
Bodenaufbereitung

Die Bodenaufbereitung oder "Abfallaufbereitung Boden" ist ein beim Bodenrecycling eingesetztes mechanisches Verfahren, mit dem im Zuge von Baumaßnahmen anfallender Aushub behandelt werden kann. Ziel ist es, den Boden so zu verbessern, dass er im Zuge von Baumaßnahmen wieder eingebaut werden kann. Die Bodenaufbereitung ist damit Element einer Kreislaufwirtschaft, bei der Ressourceneinsatz und Abfallproduktion minimiert werden.
Die Bodenaufbereitung unterscheidet sich von der Bodenverfestigung, da bei der Aufbereitung nicht nur Bindemittel zugegeben werden. Hinzu kommen Verfahren wie Trennen, Sieben, Brechen, Mischen oder mechanische Stabilisierung. Der Boden wird daher für gewöhnlich in einer stationären Anlage zur Bodenverbesserung aufbereitet.

## Ablauf des Bodenaufbereitung

### Analyse und Transport
Jeglicher Bodenaushub, der von einer Baustelle abtransportiert wird, gilt zunächst als Abfall, der gemäß geltenden gesetzlichen Bestimmungen, etwa dem Kreislaufwirtschaftsgesetz, verwertet oder entsorgt werden muss. Der auszuhebende Boden wird daher vor Ort chemisch analysiert, etwa mit einer Haufwerkanalyse. Auf Basis der Ergebnisse erfolgt in Form eines Bodengutachtens die abfallrechtliche und einbautechnische Einstufung. Die dabei ermittelten Einbauklassen wurden festgelegt von der Länderarbeitsgemeinschaft Abfall. Eine Mantelverordnung des Bundes für den Umgang mit mineralischen Bau- und Abbruchabfällen, die am 16. Juli 2021 im Bundesgesetzblatt veröffentlicht wurde, tritt am 1. August 2023 in Kraft. Grundsätzlich genießt bei der rechtlichen Einstufung des Abfalls die umweltverträglichere Möglichkeit Vorrang.
Bodenmaterial, das wiederverwendet werden kann, wird vor Ort wieder eingebaut oder zunächst aufbereitet. Dazu wird das Material zu einer stationären Anlage für Bodenverbesserung transportiert und dort bis zur Aufbereitung gelagert. Nicht verwertbare Stoffe wie Bauschutt werden nach dem Ausheben aussortiert, der Deponie zugeführt und endgelagert.

### Aufbereitung
In der Bodenverbesserungsanlage werden die Bestandteile des Bodens getrennt. Das Trennen kann durch Erdbaumaschinen wie Bagger und Radlader oder von Hand erfolgen. So werden Störstoffe wie Holz, Beton, Stahl oder Kunststoffe von Hand aussortiert. Es folgt eine Absiebung zur Trennung der verschiedenen Einbauklassen. Dabei kommen Siebdecks zum Einsatz, die grobe Bestandteile wie Felssplitter, Steine oder groben Sand mittels Vibrationen abtrennen. Beim Recycling werden Siebdecks mit unterschiedlichen Abständen eingesetzt, zum Einsatz kommen etwa Sternsiebe, Flachdecksiebe oder Trommelsiebe.
Beim Brechen wird die Kornstruktur des Bodens durch Zertrümmerung verkleinert. Zum Einsatz kommen dabei Backenbrecher oder Prallbrecher. Anschließend erfolgt die mechanische Stabilisierung des Bodens durch Erstellung eines Korngerüstes, dem grobes, steiniges Material hinzugefügt wird, um einen bindigen Boden zu erreichen. Das Material kann aufgebracht, eingedrückt oder eingewalzt werden. Um seine Homogenität zu verbessern, wird der Boden so konditioniert, „dass die Anforderungen an Tragfähigkeit und Gebrauchstauglichkeit in allen Bau- und Betriebsphasen des Erdbauwerkes sichergestellt sind.“ Dies geschieht durch Hinzufügen von Stoffen wie Kalk oder Zement sowie von fehlenden Fraktionen zur Optimierung der Sieblinie.
Um wiederverwertbares Material zu erhalten, werden zudem Böden mit gleicher Belastung und unterschiedlichen technischen Eigenschaften zusammengeführt. Es gilt das Verdünnungsverbot nach DIN 19731, daher dürfen nur Materialien gleicher Belastung vermischt werden. Auf diese Weise lassen sich definierte technische Eigenschaften erstellen. So wird etwa nasses Material und zu trockenes Material zu Material mit optimalem Wassergehalt gemischt. Beim Mischen wird dem Boden Fremdmaterial zugegeben, etwa Sand für die Bodenstruktur oder Bindemittel für die Wasserreduktion.

### Zertifikat und Qualitätssicherung
Eine akkreditierte Stelle bestätigt nach Abschluss der Bodenaufbereitung die bodenmechanischen und chemisch abfallrechtlichen Eigenschaften der recycelten Materialien. Dies kann etwa ein nach DIN EN ISO/IEC 17025 akkreditiertes Baustofflabor sein.

### Materialien
Die behandelten Materialien werden bis zur weiteren Verwendung getrennt gelagert. Dies geschieht in Zwischenlagern, die nach Bundes-Immissionsschutzgesetz arbeiten. Bodenverbesserungsanlagen können die folgenden recycelten Materialien zur Verfügung stellen:
- Humus für die Landwirtschaft,
- nicht steinfreier Boden für den Unterbau,
- mit Baukalk versetzter Boden,
- Recycling-Schotter,
- Recycling-Splitt,
- Sand.

Der Transport dieser Materialien zu einer Verwertungsstelle, etwa einer Baustelle, schließt die Bodenaufbereitung ab.

## Normen und Standards

### Deutschland
- DIN 4047-13, 2002: Landwirtschaftlicher Wasserbau – Begriffe – Teil 3: Bodenkunde, Bodensystematik und Bodenuntersuchung.
- DIN 18121-1, 1998: Baugrund, Untersuchung von Bodenproben – Wassergehalt Teil 1: Bestimmung durch Ofentrocknung.
- DIN 18122-1, 1997: Baugrund, Untersuchung von Bodenproben – Zustandsgrenzen (Konsistenzgrenzen) – Teil 1: Bestimmung der Fließ- und Ausrollgrenze.
- DIN 18123, 2011: Baugrund, Untersuchung von Bodenproben – Bestimmung der Korngrößenverteilung.
- DIN 18124, 2011: Baugrund, Untersuchung von Bodenproben – Bestimmung der Korndichte – Kapillarpyknometer, Weithalspyknometer, Gaspyknometer.
- DIN 18127, 2012: Baugrund, Untersuchung von Bodenproben – Proctorversuch.
- DIN 18130-1, 1998: Baugrund, Untersuchung von Bodenproben – Bestimmung des Wasserdurchlässigkeitsbeiwerts Teil 1: Laborversuche.
- DIN 18196, 2011: Erd- und Grundbau – Bodenklassifikation für bautechnische Zwecke.
- M TS E, 2009: Merkblatt über Bauweisen für technische Sicherungsmaßnahmen beim Einsatz von Böden und Baustoffen mit umweltrelevanten Inhaltsstoffen im Erdbau. Regelwerk der FGSV.
- TL BuB E-StB 09, 2009: Technische Lieferbedingungen für Böden und Baustoffe im Erdbau des Straßenbaus. Regelwerk der FGSV.
- TL Gestein-StB, 04/07: Technische Lieferbedingungen für Gesteinskörnungen im Straßenbau. Regelwerk der FGSV.
- TP BF-StB Teil B 11.3, 2010: Technische Prüfvorschriften für Boden und Fels im Straßenbau, Eignungsprüfung bei Bodenverbesserungen mit Bindemitteln. Regelwerk der FGSV.
- TP Gestein-StB Teil 3.1.5, 2012: Technische Prüfvorschriften für Gesteinskörnungen im Straßenbau, Stoffliche Kennzeichnung von groben rezyklierten Gesteinskörnungen. Regelwerk der FGSV.
- ZTV E-StB 09, 2009: Zusätzliche Technische Vertragsbedingungen und Richtlinien für Erdarbeiten im Straßenbau. Regelwerk der FGSV.

### Europa
- EN 1097-6: 2013 – Eurocode 7: Prüfverfahren für mechanische und physikalische Eigenschaften von Gesteinskörnungen – Teil 6: Bestimmung der Rohdichte und der Wasseraufnahme; Deutsche Fassung EN 1097-6:2013.